# Ла Коста (Ђенова)
Ла Коста је насеље у Италији у округу Ђенова, региону Лигурија.
Према процени из 2011. у насељу је живело 19 становника. Насеље се налази на надморској висини од 375 м.